# Robert Jacobsen
Robert Julius Tommy Jacobsen (Copenhague, 4 de junho de 1912 — Taagelund, 26 de janeiro de 1993) foi um  escultor e pintor  dinamarquês. Jacobsen foi um dos mais importantes artistas dinamarqueses do século XX.
Viveu na França entre 1947 a 1969. Entre 1962 a 1981 foi doutor na Kunstakademie der Bildenden Künste, Munique. Em 1969 ele mudou-se para Tågelund, a oeste de Egtved, Dinamarca. De 1976 a 1985 ele foi doutor na Royal Danish Academy of Art, Copenhagen.
De 1986 a 1991 ele trabalhou com o Jean Clareboudt para criar uma escultura no parque Tørskind Gravel Pit, perto Egtved e Vejle. Jacobsen também tinha relação com o grupo artístico CoBrA, mas ele nunca foi um membro.
Morreu em 1993 em casa, Tågelund. O prêmio dinamarquês  Robert foi criado em sua homenagem. Em 2012, planeja-se aumentar em 60 metros a escultura em Copenhagem, financiada pela fundação Robert Jacobsen.

## Obras expostas
As suas obras estão expostas, entre outros, nos seguintes museus:
- Museu d'Art Wallon (Liege, Bélgica)
- Museu de Arte Moderna (São Paulo, Brasil)
- Von der Heydt Museum (Wuppertal, Alemanha)
- Didrichsenin taidemuseo (Helsínquia, Finlândia)
- Museu Nacional d'Arte Moderna (Paris, França)
- Museu des Beaux-Artes (Rennes, França)
- Fundo Nacional d'Art Contemporain (França)
- Museu Rodin Paris (França)
- Stedelijk Museum (Amsterdão, Holanda)
- Rijksmuseum Kröller-Müller (Otterloo, Holanda)
- Nationalgalerie (Oslo, Noruega)
- Moderna Museet (Estocolmo, Suécia)
- Museu des Beaux-Artes (La Chaux-de-Fonds, Suíça)
- Magyar Nemzeti Muzeum (Budapest, Hungria)
- Museum of Art, Carnegie Institute (Pittsburgh, Estados Unidos)
- Hirshhorn Museum and Sculpture Garden (Washington, Estados Unidos)

1. ↑  http://politiken.dk/kultur/ECE597782/flertal-stemmer-store-robert-ud/